# 昌嬪安氏
昌嬪 安氏（しょうひん あんし、チャンビン アンシ、1499年 - 1549年）は、李氏朝鮮第11代国王中宗の後宮。本貫は安山安氏。

## 生涯
1507年に女官に選ばれて、宮廷生活を始めた。 中宗の母慈順大妃（貞顕王后）の目に入り、 1518年（中宗13年）、20歳の時中宗の寵愛を受け、22歳の時に正五品承恩尚宮になり、31歳の時に従四品淑媛、42歳には従三品淑容に上がった。
1521年には永陽君（李岠）、1526年に敬慎翁主、1530年に徳興大院君を生んだ。
優れた人格と品位を持っていたので文定王后も彼女を格別に思っていた。
1544年に中宗が亡くなると慣例により安氏も喪に伏し仁寿宮に退こうとしたが、文定王后の強力な引き止めがあった。
1549年（明宗4年）10月13日に死去。享年51。
1568年、徳興大院君の三番目の息子・河城君李昖が第14代国王宣祖となると、1577年（宣祖10年）、昌嬪に追尊された。

## 家族
- 父：安坦大（生没年不詳）
- 母：貞敬夫人 黄氏
- 夫：中宗
  - 長男：永陽君（1521-1561。名は李岠。）
  - 次男：李頤壽（夭逝）
  - 長女：敬慎翁主（1526-1552。淸川尉 韓景祐に降嫁。4男5女を儲けたが、1男3女のみ成人。）
  - 三男：徳興大院君（1530-1559。名は李岹。）
    - 孫：宣祖

## 昌嬪安氏が登場する作品
- 女人天下 - 2001年 - 2002年、SBS

| スタブアイコン | サブスタブ | この項目は、まだ閲覧者の調べものの参照としては役立たない、人物に関連した書きかけの項目です。この項目を加筆・訂正などしてくださる協力者を求めています（P:人物伝/PJ:人物伝）。 |